# Joseph Baras
Joseph Baras war ein belgischer Sportschütze.
Er nahm bei den Olympischen Sommerspielen 1900 in fünf Disziplinen teil.
In den Disziplinen Armeegewehr 300 m Dreistellungskampf, 300 m liegend und 300 m stehend belegte er mit 713, 210 und 233 Punkten jeweils den 30. und damit letzten Platz. In der Disziplin Armeegewehr 300 m liegend wurde er mit 270 Punkten 28. und damit Vorletzter. Außerdem trat er noch im Mannschaftsbewerb im Armeegewehr 300 m Dreistellungskampf an, wobei er mit seinen Teamkollegen Paul van Asbroeck, Charles Paumier du Verger, Edouard Myin und Jules Bury mit 4166 den 6. und damit erneut den letzten Platz belegte, wobei Baras selbst 713 Punkte erzielte.